# Радиологија
Радиологија је грана медицине која се превасходно бави откривањем болести и повреда, односно дијагностиком. Примена радиологије у терапији ограничена је углавном на лечење малигних болести, али и васкуларних и других поремећаја као што је случај са инвазивном радиологијом. Радиолошким техникама се настоји визуелизовати људско тело и његови делови како би се открило постојање патолошких промена, које би се онда правовремено лечиле. Почетак примене рендгенских или икс-зрака у медицини означава почетак радиологије. Употреба ових зрака револуционарно је променила приступ лекара пацијентима као и поимање људског тела уопште. По први пут лекари су могли да „завире“ у унутрашњост тела, без хируршких захвата.
Развојем науке пронађени су и други начини визуелизације људског тела, тако да данас поред класичног рендгенског снимања постоји и ултразвучно снимање, компјутеризована томографија (скенер), нуклеарна магнетна резонанца (НМР). Ове технике су имале за циљ да буду једноставне за употребу и јефтине, као што је ултразвук. Да буду нешкодљиве за здравље, као што је ултразвук и НМР, као и да дају потпуно нови поглед на људско тело правећи попречне пресеке органа са изузетном оштрином слике, какву можемо добити скенером. Данас нема клиничке гране медицине која не користи радиолошке методе у утврђивању дијагнозе. У оквиру медицинских наука постоји посебна специјализација Радиологија на којој се лекари обучавају у „читању“ слика које нам дају радиолошке технике, како би лекари који лече пацијента могли поставити праву дијагнозу и дати праву терапију.
Савремена пракса радиологије укључује неколико различитих здравствених професија које раде тимски. Радиолог је лекар који је завршио одговарајућу постдипломску обуку и интерпретира медицинске слике, саопштава ове налазе другим лекарима путем извештаја или усмено и користи имиџинг за извођење минимално инвазивних медицинских поступака. Медицинска сестра је укључена у збрињавање пацијената пре и после снимања или поступака, укључујући давање лекова, праћење виталних знакова и надгледање пацијената под седацијом. Радиограф, познат и као „радиолошки технолог“ у неким земљама као што су Сједињене Државе и Канада, посебно је обучени здравствени радник који користи софистицирану технологију и технике позиционирања да би створио медицинске слике које радиолог тумачи. У зависности од обуке појединца и земље у којој се ради, радиограф се може специјализовати за један од горе поменутих модалитета снимања или имати проширене улоге у извештавању о сликама.

## Дијагностички модалитети снимања
Радиографије, првобитно су назване рендгенографи, назване по откривачу X-зрака, Вилхелму Конраду Рендгену. Производе се преношењем рендгенских зрака кроз пацијента. X-зраци се пројектују кроз тело на детектор; формира се датотека на основу које зраци пролазе (и детектују се) наспрам оних које се апсорбују или расипају у пацијенту (и стога се не откривају). Рендген је открио X-зраке 8. новембра 1895. године и за њихово откриће добио прву Нобелову награду за физику 1901. 
У филм-скенирајућој радиографији, рендгенска цев ствара сноп рендгенских зрака који је усмерен на пацијента. Рендгенски зраци који кроз њега пролазе, филтрирају се кроз уређај звани решетка или рендгенски филтер, како би се смањило расипање, и ударило у неразвијени филм, који се чврсто држи на екрану фосфора који емитује светлост у непропусну касету. Филм се затим хемијски развија и на њему се појављује датотека. Радиографија филмског екрана замењује се радиографијом фосфорне плоче, али у новије време дигиталном радиографијом (ДР) и ЕОС снимањем. У два најновија система, рендгенски зраци ударају у сензоре који претварају генерисане сигнале у дигиталне информације, које се преносе и претварају у датотеку приказану на екрану рачунара. У дигиталној радиографији сензори обликују плочу, али у ЕОС-систему за скенирање прореза, линеарни сензор скенира пацијента вертикално.
Обична радиографија била је једини начин снимања доступан током првих 50 година радиологије. Због своје доступности, брзине и нижих трошкова у односу на друге модалитете, радиографија је често први избор  у радиолошкој дијагнози. Упркос великој количини података у ЦТ скенирању, МР снимању и другим дигиталним сликама, постоје многи ентитети болести код којих се класична дијагноза постиже обичном радиографијом. Примери укључују разне врсте артритиса и упале плућа, туморе костију (посебно бенигни), преломе, урођене аномалије скелета и одређене бубрежне каменце. 
Мамографија и ДXА су два облика примене нискоенергетске пројекције која се користи за процену стања карцинома дојке, односно остеопорозе.

### Флуороскопија
Флуороскопија и ангиографија су посебни видови примене рендгенског снимања, у којима су флуоресцентни екран и појачавајуће цеви, повезане на телевизијски систем затвореног круга. То омогућава снимање структура у покрету или повећаних с радиоконтрастним средством у стварном времену. Радиоконтрастна средства се обично дају гутањем или убризгавањем у тело пацијента, ради оцењивања анатомије и функционисања крвних судова, урогениталног система или гастроинтестиналног тракта (ГИ-тракт). Сада су у употреби два радиоконтрастна средства. Баријум сулфат (BaSO4 ) daje se oralno ili rektalno za procenu gastrointestinalnog trakta. 
Jod se, u više zaštićenih oblika, daje oralnim, rektalnim, vaginalnim, intraarterijskim ili intravenskim putem. Ovi radiokontrastni agensi snažno apsorbiraju ili rasipaju rendgenske zrake, a zajedno sa snimanjem u stvarnom vremenu omogućavaju demonstraciju dinamičkih procesa, poput peristaltike u probavnom traktu ili protoka krvi u arterijama i venama. Kontrast joda takođe se može koncentrisati u trbušnim područjima više ili manje nego u normalnim tkivima i učiniti abnormalnosti uočljivijima (tumori, ciste, upale. Pored toga, u određenim okolnostima, kao kontrastno sredstvo može se koristiti i vazduh, za gastrointestinalni sistem, a ugljen dioksid kao kontrastno sredstvo u venskom sistemu; u tim slučajevima kontrastno sredstvo slabi rendgensko zračenje manje od okolnih tkiva.

### Компјутеризована томографија
ЦТ-снимање користи рендгенске зраке у комбинацији са рачунањем алгоритама за датотеку тела. У ЦТ-у, рендгенска цев насупрот рендгенском детектору (или детекторима) у апарату у облику прстена ротира се око пацијента, производећи компјутерски генерисани пресек датотеке (томограм). ЦТ се добија у аксијалној равни, помоћу срчаних и сагиталних датотека произведених рачунарском реконструкцијом. Радиоконтрастна средства се често користе са ЦТ-ом за појачано оцртавање анатомије. Иако радиографије пружају већу просторну резолуцију, ЦТ може открити суптилније варијације у слабљењу рендгенских зрака (већа контрастна резолуција). ЦТ излаже пацијента знатно вишем јонизујућем зрачењу него радиограф.
Спирални мултидетектор ЦТ користи 16, 64, 254 или више детектора током непрекидног кретања пацијента кроз зраке да би се добили кратки детаљи о датотекама у кратком времену прегледа. Брзом применом интравенозног контраста током ЦТ-скенирања, ови ситни детаље датотека могу се реконструирати у тродимензијској (3Д) датотеци каротидних, церебралних, срчаних или других артерија.
Увођење рачунарске томографије почетком 1970-их револуционисало је дијагностичку, пружајући клиничарима датотеке праве тродимензијске анатомске структуре. ЦТ-скенирање постало је тест избора у дијагностиковању неких хитних и битних стања, попут церебралне хеморагије, плућне емболије (угрушци у артеријама плућа), дисекција аорте (кидање зида аорте), упала слепог црева, дивертикулитис и зачепљивање услед бубрежних каменаца. Стална побољшања у ЦТ технологији, укључујући краће време скенирања и побољшана резолуција, драматично су повећали тачност и корисност ЦТ-скенирања, што може делимично објаснити повећану употребу у медицинској дијагнози.

### Ултразвук
Медицинска ултрасонографија користи ултразвук (високофреквентни звучни талас) за визуализацијске структуре меког ткива у телу у стварном времену. Није укључено јонизујуће зрачење, али квалитет датотека добијених ултразвуком у великој мери зависи од вештине особе (ултрасонограф) која обавља преглед и величине тела пацијента. Прегледи већих пацијената, прекомерне тежине могу имати пад квалитета датотеке, јер њихова поткожна масноћа апсорбује већи део звучних таласа. То резултира мањим бројем звучних таласа који продиру у органе и рефлектирају се натраг у претварач, што резултира губитком информација и лошом квалитетом датотеке. Ултразвук је такође ограничен немогућношћу датотеке кроз ваздушне џепове (плућа, цревне петље) или кости. Његова употреба у медицинском снимању развила се углавном у последњих 30 година. Прве ултразвучне датотеке биле су статичке и дводимензијске (2Д), али уз модерну ултрасонографију 3Д реконструкције се могу проматрати у стварном времену, ефективно постајући "4Д".
Будући да технике ултразвучног снимања не користе јонизујуће зрачење за генерирање датотека (за разлику од радиографије и ЦТ скенирања), оне се обично сматрају сигурнијима и стога су чешће у акушерском снимању. Напредак трудноће може се темељито проценити с мање бриге због штете од кориштених техника, што омогућава рано откривање и дијагнозу многих фетусних аномалија. Раст се с временом може проценити, што је важно код пацијената с хроничним болестима или болестима изазваним трудноћом, те у вишеструкој трудноћа (близанци, тројке, итд.). Колор Доплерски ултразвук мери тежину периферне васкуларне болести и користе га кардиолози за динамичку процену срца, срчаних залистака и главних судова. Стеноза, на пример, каротидне артерије може бити знак упозорења за надолазећи мождани удар. Угрушак, уграђен дубоко у једну од унутрашњих вена ногу, може се наћи ултразвуком пре него што се истисне и путује у плућа, што резултира потенцијално фаталном плућном емболијом.
Ултразвук је користан као водич за извођење биопсије, како би се смањило оштећење околних ткива и у дренажама као што је торацентеза. Мали преносни ултразвучни уређаји сада замењују перитонеална лаважу, на оделима траума неинвазивном проценом присуства унутрашњег крварења и оштећења унутрашњих органа. Опсежно интерно крварење или озледа главних органа може захтевати операцију.